# Krystalizacje
Krystalizacje – jedenasty tomik poetycki Marii Pawlikowskiej-Jasnorzewskiej wydany w 1937 roku.

## Spis treści
| - Róże dla Safony I II III IV V VI O pianie morskiej II O Niej Jutrznia Spalone rękopisy Epitafium - Słońcu w hołdzie I II III IV V - Akwatyki I II III IV V VI VII | - Ruiny I II III - Erotyki Epitafium zakochanej II Zakochana IV V VI - O zachodzie I II III Burza - Skrzydła wewnętrzne I II Psyche skrzydlata Skrzydła wewnętrzne Maskarada Phyllji - Szmaragdy *** - Do Wenus *** |